# Leucocoryne taguataguensis
Leucocoryne taguataguensis är en amaryllisväxtart som beskrevs av Pierfelice Ravenna. Leucocoryne taguataguensis ingår i släktet Leucocoryne och familjen amaryllisväxter. Inga underarter finns listade i Catalogue of Life.